# Waldolwisheim
Waldolwisheim (Wololse in dialetto alsaziano) è un comune francese di 562 abitanti situato nel dipartimento del Basso Reno nella regione del Grand Est.

## Società

### Evoluzione demografica
Abitanti censiti